# Monte Kosciusko (Antártida)
O Monte Kosciusko é uma montanha com 2910 m de altitude, que compõe a porção central da Cordilheira de Ames, na Terra de Marie Byrd, Antártida. Ela foi mapeada pelo Serviço Geológico dos Estados Unidos, com base em exames topográficos e fotos aéreas tiradas pela Marinha dos Estados Unidos entre 1959–65. O monte foi nomeado pelo Comitê Consultivo sobre Nomes Antárticos em homenagem ao Capitão Henry M. Kosciusko, da Marinha dos Estados Unidos, que comandou o grupo de Atividades de Suporte na Antártida de 1965–67.
Ele é conectado ao Monte Kauffman pela Serra Gardiner, que se encontra em uma das extremidades do Vale Brown.